# Isabel Latulippeová
Isabel Latulippeová (* 2. července 1983) je bývalá kanadská zápasnice – judistka.

## Sportovní kariéra
Připravovala se v Longueuil na předměstí Montréalu. V kanadské ženské reprezentaci se prosazovala od roku 2005 v superlehké váze do 48 kg. V roce 2008 se na olympijské hry v Pekingu nekvalifikovala. Sportovní kariéru ukončila v roce 2012 po nevydaření kvalifikaci na olympijské hry v Londýně.

## Výsledky
| Turnaj                  | 2000            | 2001            | 2002            | 2003            | 2004            | 2005            | 2006            | 2007            | 2008            | 2009            | 2010            | 2011            | 2012            |
| Turnaj                  | 17              | 18              | 19              | 20              | 21              | 22              | 23              | 24              | 25              | 26              | 27              | 28              | 29              |
| Turnaj                  | superlehká váha | superlehká váha | superlehká váha | superlehká váha | superlehká váha | superlehká váha | superlehká váha | superlehká váha | superlehká váha | superlehká váha | superlehká váha | superlehká váha | superlehká váha |
| ----------------------- | --------------- | --------------- | --------------- | --------------- | --------------- | --------------- | --------------- | --------------- | --------------- | --------------- | --------------- | --------------- | --------------- |
| Olympijské hry          | —               |                 |                 |                 | —               |                 |                 |                 | —               |                 |                 |                 | —               |
| Mistrovství světa       |                 | —               |                 | —               |                 | úč.             |                 | úč.             |                 | —               | úč.             | —               |                 |
| Panamerické hry         |                 |                 |                 | —               |                 |                 |                 | úč.             |                 |                 |                 | —               |                 |
| Panamerické mistrovství | 3.              | —               | —               | —               | —               | 2.              | 5.              | 5.              | 5.              | —               | —               | —               | úč..            |
| MS juniorů              | —               |                 | úč.             |                 |                 |                 |                 |                 |                 |                 |                 |                 |                 |